# Adam Elsheimer
Pour les articles homonymes, voir Elsheimer.
Adam Elsheimer, baptisé le 18 mars 1578 à Francfort-sur-le-Main et inhumé le 11 décembre 1610 à Rome, est un peintre allemand travaillant à Rome, décédé à seulement trente-deux ans, mais qui fut très influent au début du XVIIe siècle dans le domaine de la peinture baroque. Ses peintures, relativement peu nombreuses, sont à petite échelle, presque toutes peintes sur des plaques de cuivre connues sous le nom de peintures de cabinet. Elles présentent une variété d’effets de lumière et un traitement innovant du paysage. Elsheimer a influencé de nombreux autres artistes, dont Rembrandt et Pierre Paul Rubens.

## Biographie

### Jeunesse et formation
Adam Elsheimer nait à Francfort-sur-le-Main ; il est l'un des dix enfants et le fils d'un maître tailleur. La maison de son père (qui a survécu jusqu'à sa destruction lors du bombardement de Francfort-sur-le-Main en 1944) se trouve à quelques mètres de l'église où est alors exposé le Retable Heller d'Albrecht Dürer. Il est apprenti auprès de l'artiste Philipp Uffenbach de 1593 à 1598. Il visite probablement Strasbourg en 1596 et, à l'âge de vingt ans, il se rend en Italie via Munich, où il est documenté en 1598.
Son séjour à Venise n'est pas documenté, mais l'influence de la peinture vénitienne sur son style est évidente. Il travaille probablement comme assistant de Hans Rottenhammer dont il possédait certains dessins. Rottenhammer est un Allemand vivant en Italie depuis quelques années et est le premier peintre allemand à se spécialiser dans les peintures de cabinet. Uffenbach s'était spécialisé dans les grands retables, et bien que les premières petites peintures sur cuivre d'Elsheimer semblent dater d'avant son arrivée en Italie, l'influence de Rottenhammer est évidente dans son œuvre de maturité.
On pense qu'Elsheimer réalise des œuvres importantes à Venise, telles que Le Baptême du Christ (National Gallery, Londres ) et La Sainte Famille (Gemäldegalerie, Berlin), qui montrent l'influence des peintres vénitiens Le Tintoret et Paul Véronèse, ainsi que de Rottenhammer.

### Rome
Au début des années 1600, Elsheimer arrive à Rome et se lie rapidement d'amitié avec des contacts de Rottenhammer, notamment Giovanni Faber, médecin du pape, botaniste et collectionneur d'œuvres d'art originaire de Bamberg. Il est conservateur des jardins du Vatican et membre de l'Académie des Lyncéens, une petite coterie intellectuelle fondée en 1603 et principalement intéressée par les sciences naturelles.
Le peintre paysagiste flamand Paul Bril est un autre ami de Rottenhammer, déjà établi à Rome, qui est avec Faber, témoin à son mariage en 1606. Il peint un tableau avec lui (aujourd'hui à Chatsworth House) et lui doit de l'argent à sa mort. Comme Faber, Bril réside depuis longtemps à Rome et s'est converti du luthéranisme au catholicisme, comme Elsheimer le fera plus tard.
Faber et Bril connaissent Rubens, qui est à Rome en 1601, et qui devient un autre de ses amis, reprochant plus tard à Elsheimer de ne pas produire davantage d'œuvres. Il connait David Teniers l'Ancien, récemment élève de Rubens, et il est prouvé qu'ils logent ensemble. En 1604, Carel van Mander, un Néerlandais récemment revenu de Rome, publie son Schilder-boeck qui fait l'éloge du travail d'Elsheimer et le décrit comme un travailleur lent et faisant peu de dessins. Il passe également beaucoup de temps dans les églises, étudiant les œuvres des maîtres. D'autres écrivains évoquent sa mémoire eidétique exceptionnelle, sa mélancolie et sa bienveillance. Dans une lettre après sa mort, Rubens écrit : « il n'avait pas d'égal dans les petites figures, les paysages et dans bien d'autres sujets. ... on aurait pu attendre de lui des choses qu'on n'a jamais vues auparavant et qu'on ne verra jamais ».
En 1606, Elsheimer épouse Carola Antonia Stuarda da Francoforte (c.-à-d. Stuart de Francfort – elle est d’ascendance écossaise et une compatriote de Francfort) ; en 1609, ils ont un fils, qui n’est pas mentionné dans un recensement un an plus tard, peut-être (Klessman dit avec « optimisme ») parce qu’il a été mis en nourrice. Carola Antonia est la veuve récente de l’artiste Nicolas de Breul (né à Verdun) et, un an après la mort d’Elsheimer, elle se remarie avec un artiste italien, Ascanio Quercia. Elsheimer se convertit au catholicisme en 1608 (peut-être en 1606). Il est admis à l’Accademia di San Luca, la Guilde des peintres romains, en 1606, leur donnant un autoportrait, son seul portrait, et sa seule peinture sur toile, maintenant au musée des Offices. Malgré sa renommée et son talent, il semble avoir vécu et être mort dans des situations financières difficiles.

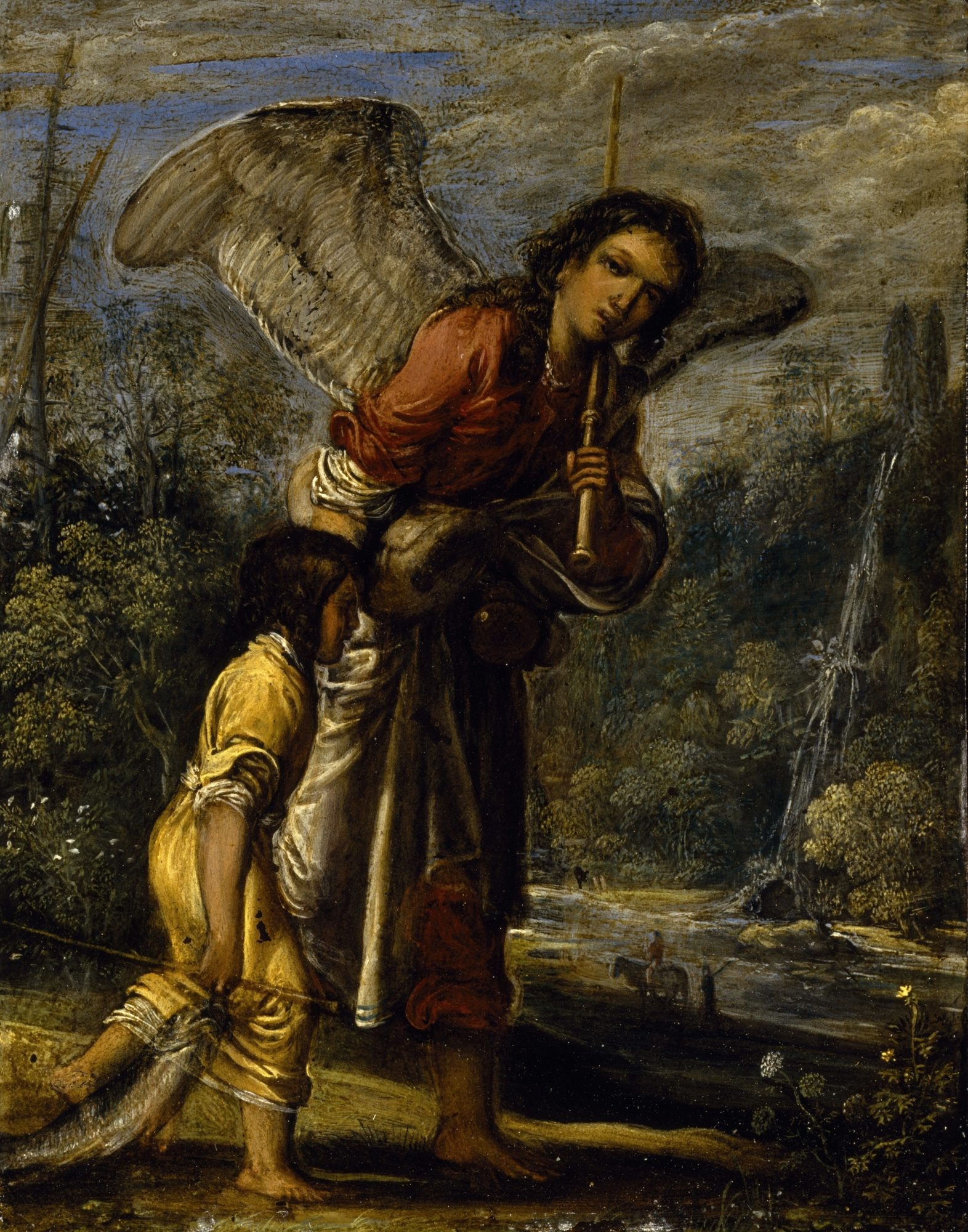
Tobias et l'Ange, Petworth House.

La peinture d'Elsheimer représentant Tobias et l'Ange (1602-1603 ; le « petit » Tobias, maintenant à Francfort) est particulièrement bien accueillie en raison de sa nouvelle conception du paysage et est gravée par le comte Hendrik Goudt pour être diffusée dans toute l'Europe. Cependant, sa relation avec Goudt, qui loge et travaille avec lui pendant plusieurs années, est difficile. Elsheimer semble lui avoir emprunté de l'argent, ce qui, selon un récit, aurait entraîné un bref emprisonnement civil. Après la mort prématurée d'Elsheimer en 1610 à Rome, Goudt possède plusieurs de ses tableaux. Il réalise sept gravures des peintures d'Elsheimer, qui jouent un rôle crucial dans la diffusion de son influence, car très peu de ses peintures sont visibles, même par les artistes ; peintures de cabinet, elles sont pour la plupart conservées dans des pièces petites et privées.
Elsheimer a une préférence certaine pour le choix de sujets rares ou originaux, tant pour ses peintures mythologiques que religieuses. Jupiter et Mercure dans la maison de Philémon et Baucis (vers 1608, aujourd'hui à Dresde) se réfère à un épisode d'Ovide et n'a jamais été peint auparavant. La dérision de Cérès (Kingston (Ontario), une copie existe au musée du Prado), Apollon et Coronis (Liverpool) et Il Contento (Édimbourg), sont également des sujets innovants. Certaines de ses scènes religieuses sont plus conventionnelles, mais le choix du moment à représenter, comme dans Saint Laurent préparé pour le martyre (Londres), est souvent inhabituel.
Il meurt en décembre 1610.

## Style

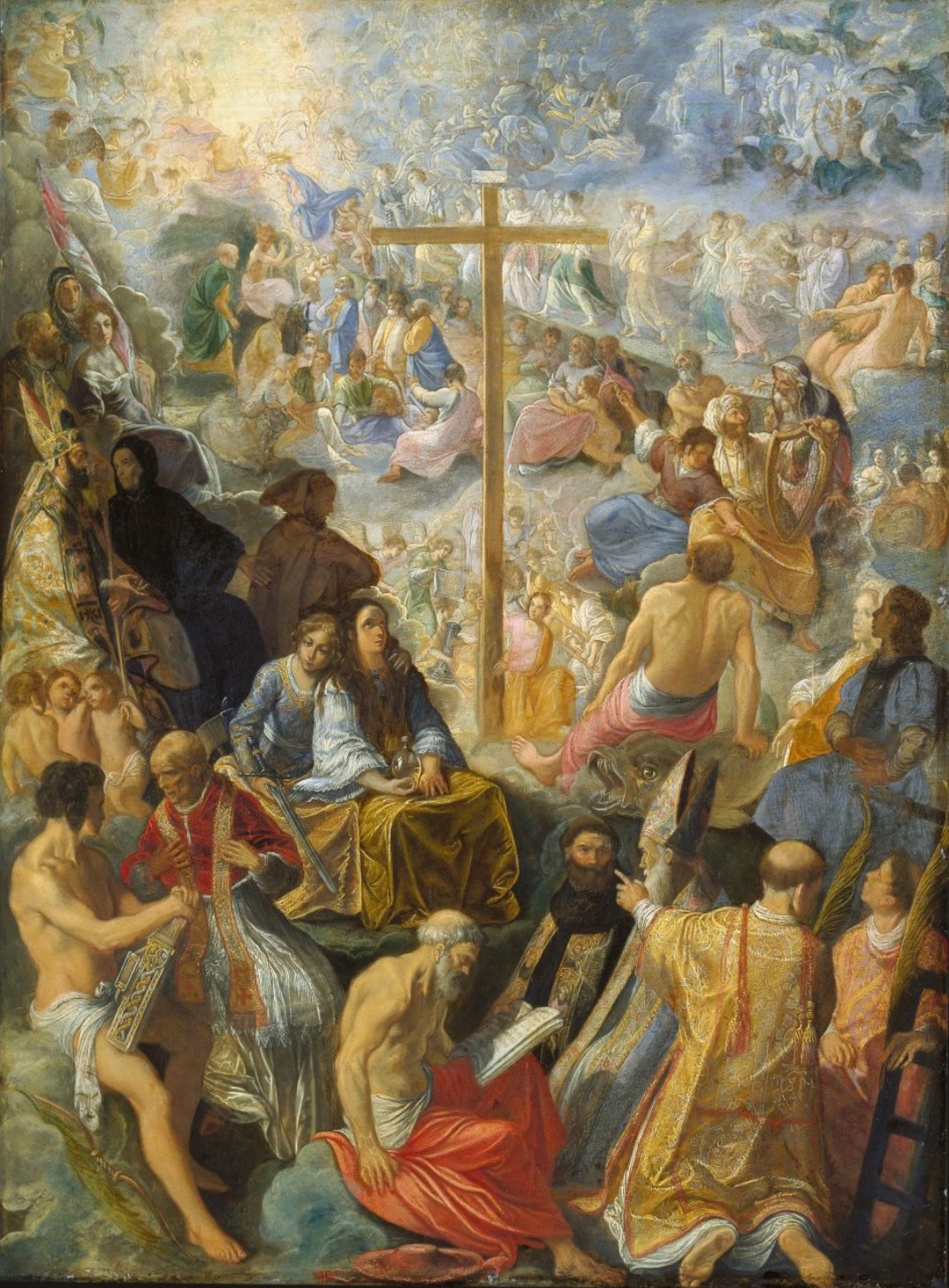
Retable de La Vénération de la Croix, v. 1605, musée Städel.

L'art allemand est à sur le déclin quand Elsheimer s'oriente vers l'étude des grands maîtres de l'apogée de l'art allemand, Albrecht Altdorfer, Lucas Cranach l'Ancien et Albrecht Dürer. Il se limite alors à la production de tableaux de petit format peints sur plaque de cuivre. Cette restriction ne lui permet pas d'accéder aux commandes de grands formats pour les palais et les églises, qui rendent les peintres plus célèbres. Perfectionniste, il peint peu et petit, mais la surface du cuivre lui permet de peindre des détails d'une précision de miniaturiste. Au total, une quarantaine de tableaux sont désormais reconnus comme étant de lui. Il réalise quelques gravures, mais sans grand succès. 
Arrivé à Rome en 1600, il devient un artiste baroque en peignant des scènes beaucoup plus mouvementées, apportant à ses tableaux des effets dramatiques par l'utilisation de contrastes, sur le modèle du Caravage. Son autoportrait est une de ses rares huiles sur toile répertoriées ; il a probablement été réalisé pour l'Accademia di San Luca de Rome qui exigeait de ses membres leur portrait.
Son œuvre la plus connue est le retable de La Vénération de la croix.

## Influence
Son travail est très apprécié par d'autres artistes et quelques collectionneurs importants pour sa qualité. Il a une influence évidente et directe sur d'autres artistes du Nord qui sont présents à Rome, tels que Paul Bril, Jan Symonsz. Pynas, Leonard Bramer et Pieter Lastman, plus tard maître de Rembrandt, qui est probablement à Rome en 1605. La première œuvre datée de Rembrandt est Lapidation de saint Étienne qui semble être une réponse à la peinture d'Elsheimer sur le sujet, maintenant à Édimbourg. Certaines œuvres d'artistes italiens, comme les six tableaux d'Ovide de Carlo Saraceni, aujourd'hui conservés au musée de Capodimonte de Naples, montrent également l'influence évidente d'Elsheimer. Rubens, qui possède au moins quatre de ses œuvres, fréquente Elsheimer à Rome et le loue hautement dans une lettre après sa mort ; il a copié un détail de La Satisfaction.

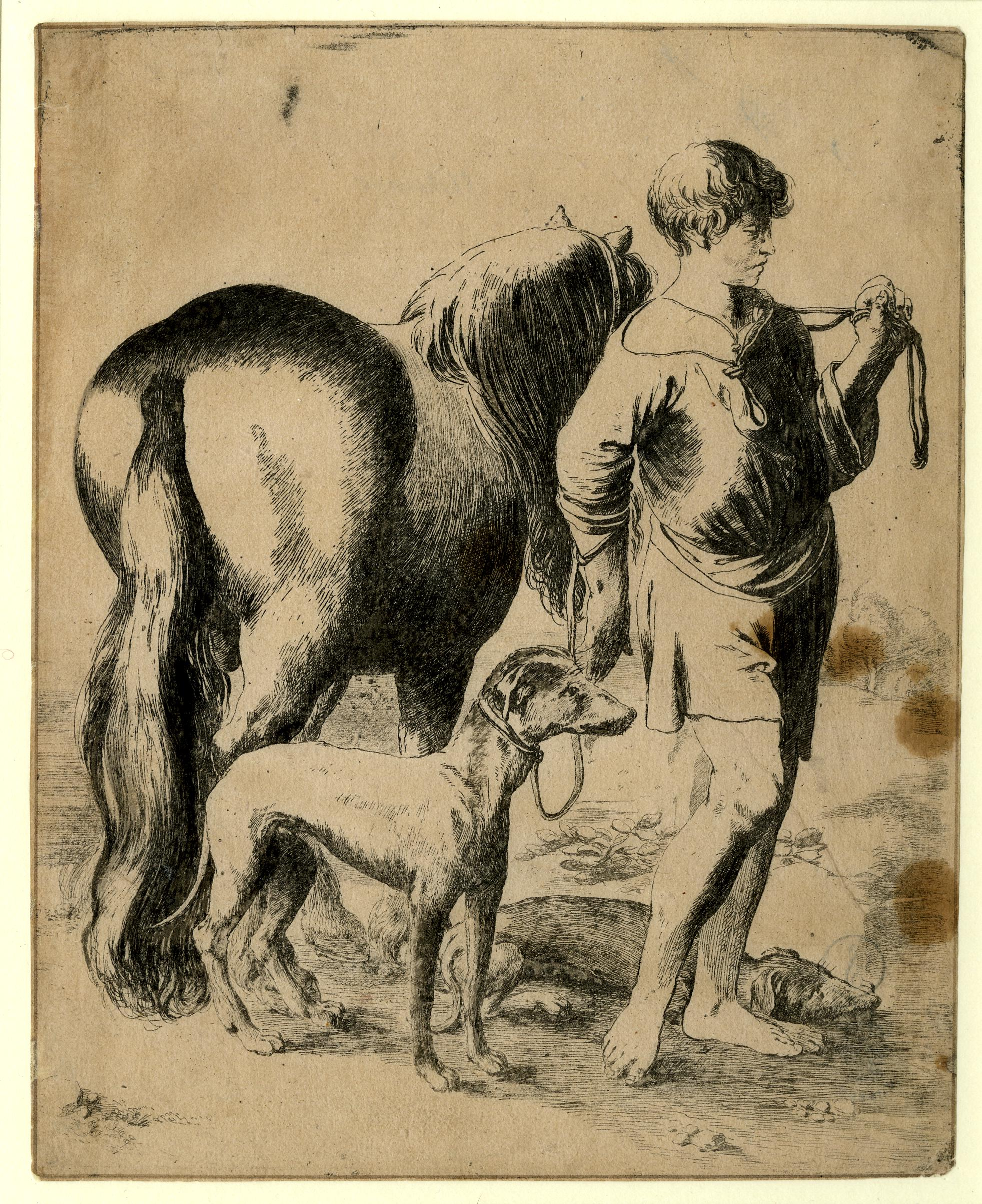
Garçon avec un cheval et deux chiens, British museum.

Dans un sens plus large, il a exercé une influence dans trois domaines. D'abord, ses scènes de nuit sont très originales. Ses effets de lumière, en général, sont très subtils et très différents de ceux du Caravage. Il utilise souvent jusqu'à cinq sources de lumière différentes. Il gradue la lumière de manière relativement douce, les parties les moins bien éclairées de la composition contenant souvent des parties importantes de celle-ci.
Ensuite, sa combinaison de paysages poétiques et de grandes figures au premier plan donne au paysage une importance rarement vue depuis le début de la Renaissance. Ses paysages ne présentent pas toujours une vue étendue ; souvent la richesse de la végétation la ferme. Ils sont plus réalistes, mais non moins poétiques, que ceux de Bril ou de Jan Brueghel l'Ancien, et participent à la formation de ceux de Nicolas Poussin et de Claude Gellée. Son traitement des grands personnages sur fond de paysage évoque, à travers Rubens et van Dyck, le portrait anglais du XVIIIe siècle. Peu après sa mort, il devient très populaire auprès des collectionneurs anglais, notamment Charles Ier (roi d'Angleterre), Thomas Howard (14e comte d'Arundel) et George Villiers (1er duc de Buckingham) ; plus de la moitié de ses tableaux ont figuré dans des collections anglaises à un moment donné (près d'un tiers sont toujours au Royaume-Uni).
Enfin, son intégration des styles italiens avec la tradition allemande dans laquelle il a été formé, est peut-être plus efficace que celle de n'importe quel peintre du Nord depuis Dürer (à l'exception de son ami Rubens). Ses compositions ont tendance à minimiser le drame des événements qu'elles décrivent (en contraste notable avec celles de Rubens), mais montrent souvent le début de moments de transformation. Ses personnages sont relativement petits et trapus et reflètent peu les idéaux classiques. Leurs poses et leurs gestes sont peu flamboyants et leurs expressions faciales ressemblent à celles de la peinture des primitifs flamands plutôt qu'à la bella figura de la plupart des œuvres de la Renaissance italienne.

## Œuvres dans les collections publiques
En Allemagne
- Berlin, Gemäldegalerie :
  - Paysage avec nymphe au bain, vers 1605, huile sur cuivre, 14 × 20 cm[11] ;
  - La Fuite de la Paix, vers 1599, huile sur cuivre, 37,5 × 24 cm.
- Brunswick, musée Herzog Anton Ulrich : Paysage du matin (Aurora) , huile sur cuivre, 17 × 22 cm.
- Dresde, Gemäldegalerie Alte Meister : Jupiter et Mercure chez Philémon et Baucis, 1608, huile sur cuivre, 16,5 × 22,5 cm.
- Francfort-sur-le-Main, musée Städel : La Vénération de la Croix, vers 1607, huile sur cuivre, 48,5 × 36 cm.
- Munich, Alte Pinakothek :
  - L'Incendie de Troie, 1600-1601, huile sur cuivre, 36 × 50 cm ;
  - La Fuite en Égypte, 1609, huile sur cuivre, 31 × 42 cm[12].

En France
- Montpellier, musée Fabre : Saint Laurent, vers 1605, huile sur cuivre, 9 x 7 cm.

En Italie
- Florence, musée des Offices : Autoportrait, vers 1606, huile sur toile, 63 × 41 cm.

En République tchèque
- Prague, Galerie nationale : Paysage à Tivoli

Au Royaume-Uni
- Édimbourg, National Gallery of Scotland : La Satisfaction, vers 1607, huile sur cuivre, 30 × 42 cm[13].
- Londres :
  - National Gallery : Saint Paul à Malte, vers 1600, huile sur cuivre, 17 × 21 cm[14].
  - Wellcome Trust Centre for the History of Medicine : Sainte Élisabeth soignant les malades, vers 1597, 28 × 20 cm.

Œuvres d'Adam Elsheimer
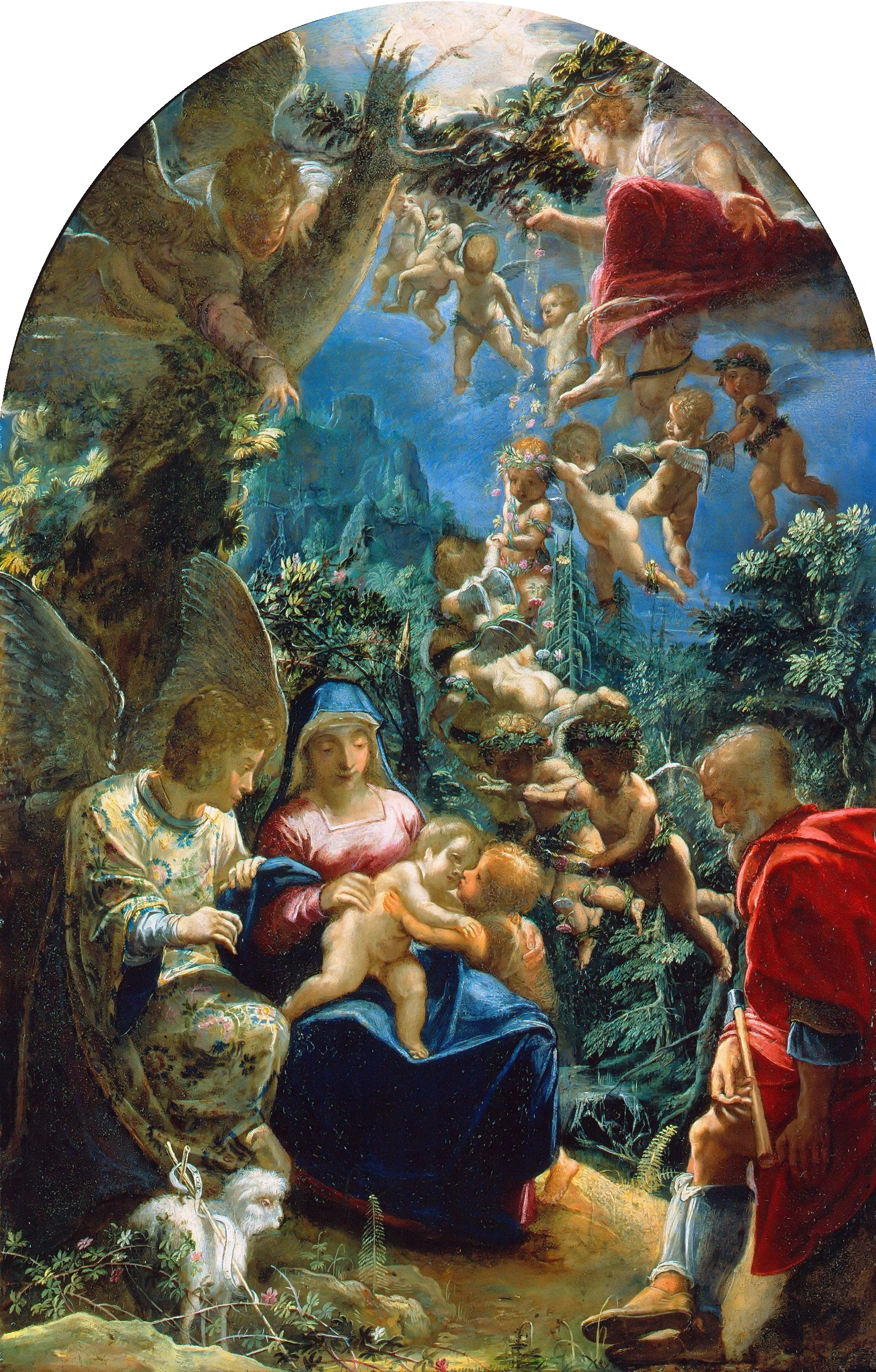
Fuite de la Paix (vers 1599), Berlin, Gemäldegalerie.
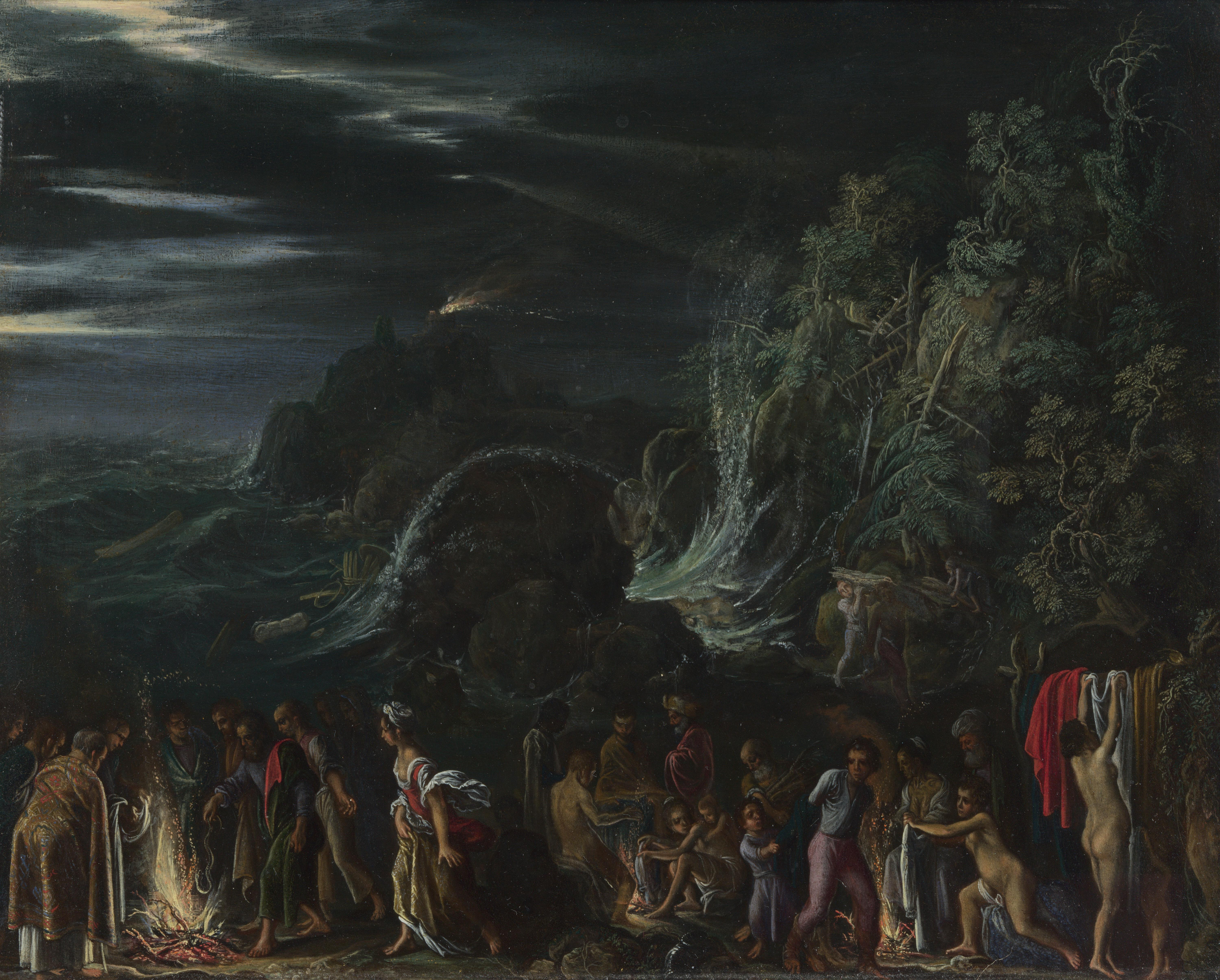
Saint Paul à Malte (vers 1600), Londres, National Gallery.
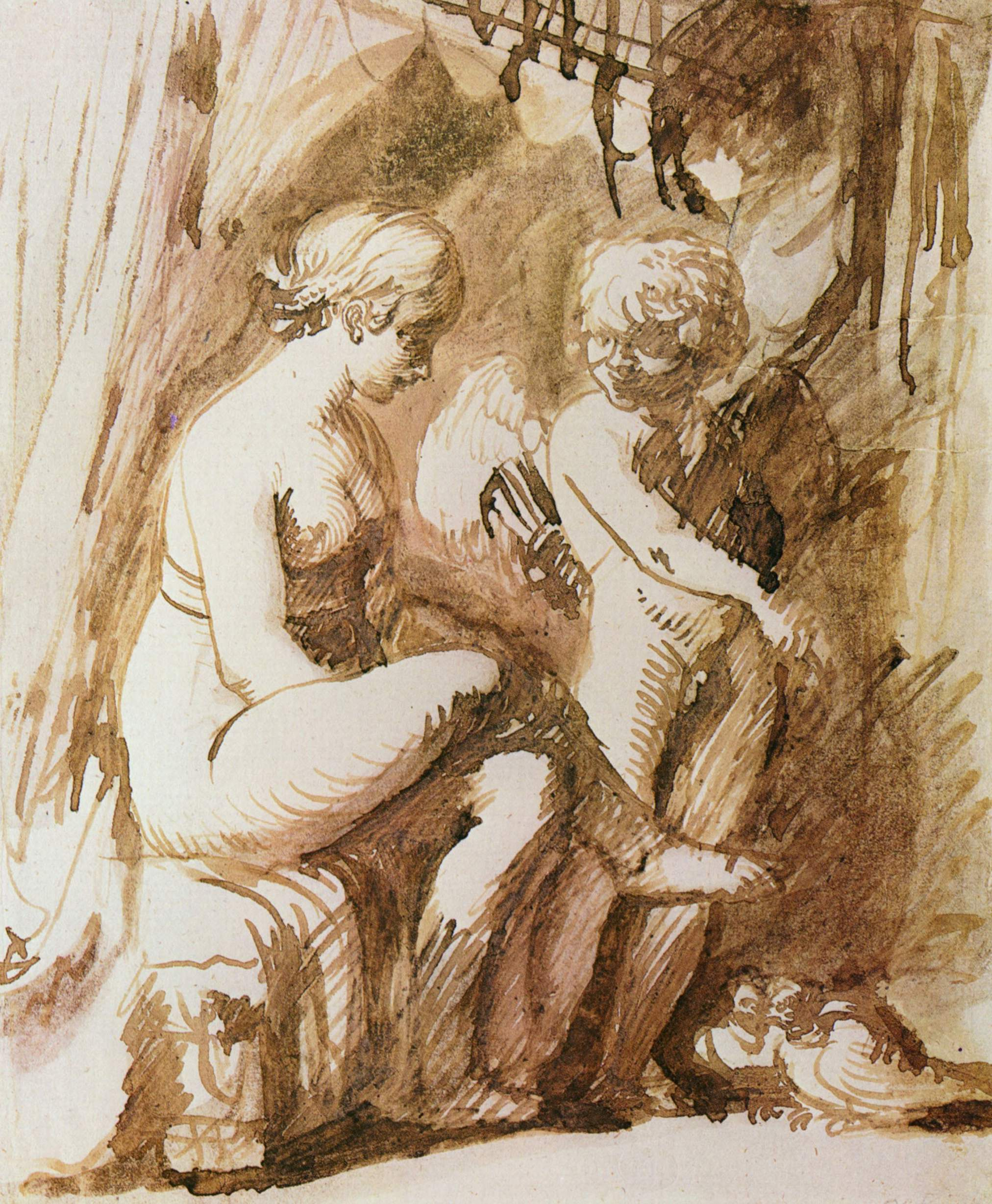
Vénus et Cupidon (vers 1600), Kupferstichkabinett Berlin.
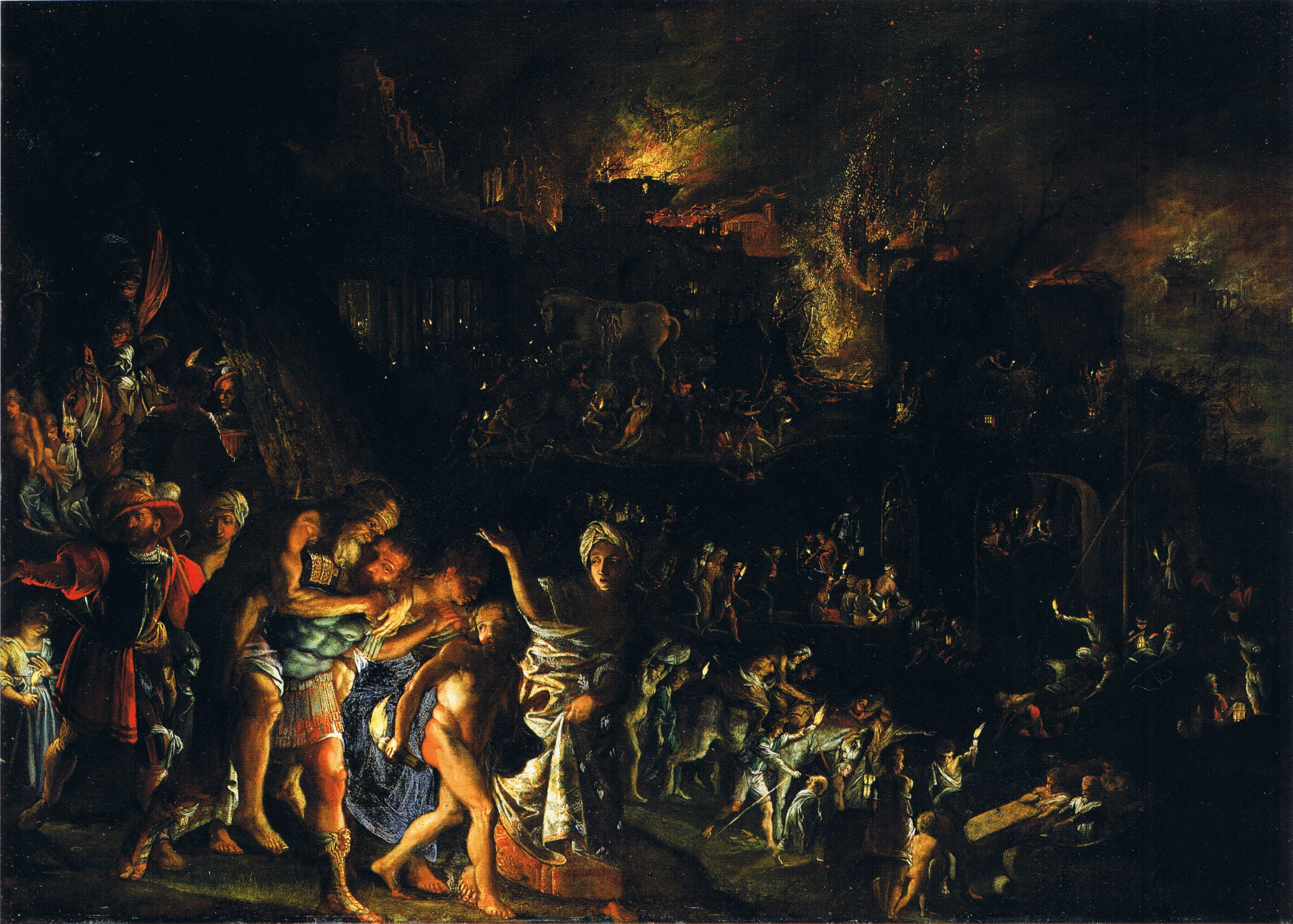
L'Incendie de Troie (1600-1601), Munich, Alte Pinakothek.
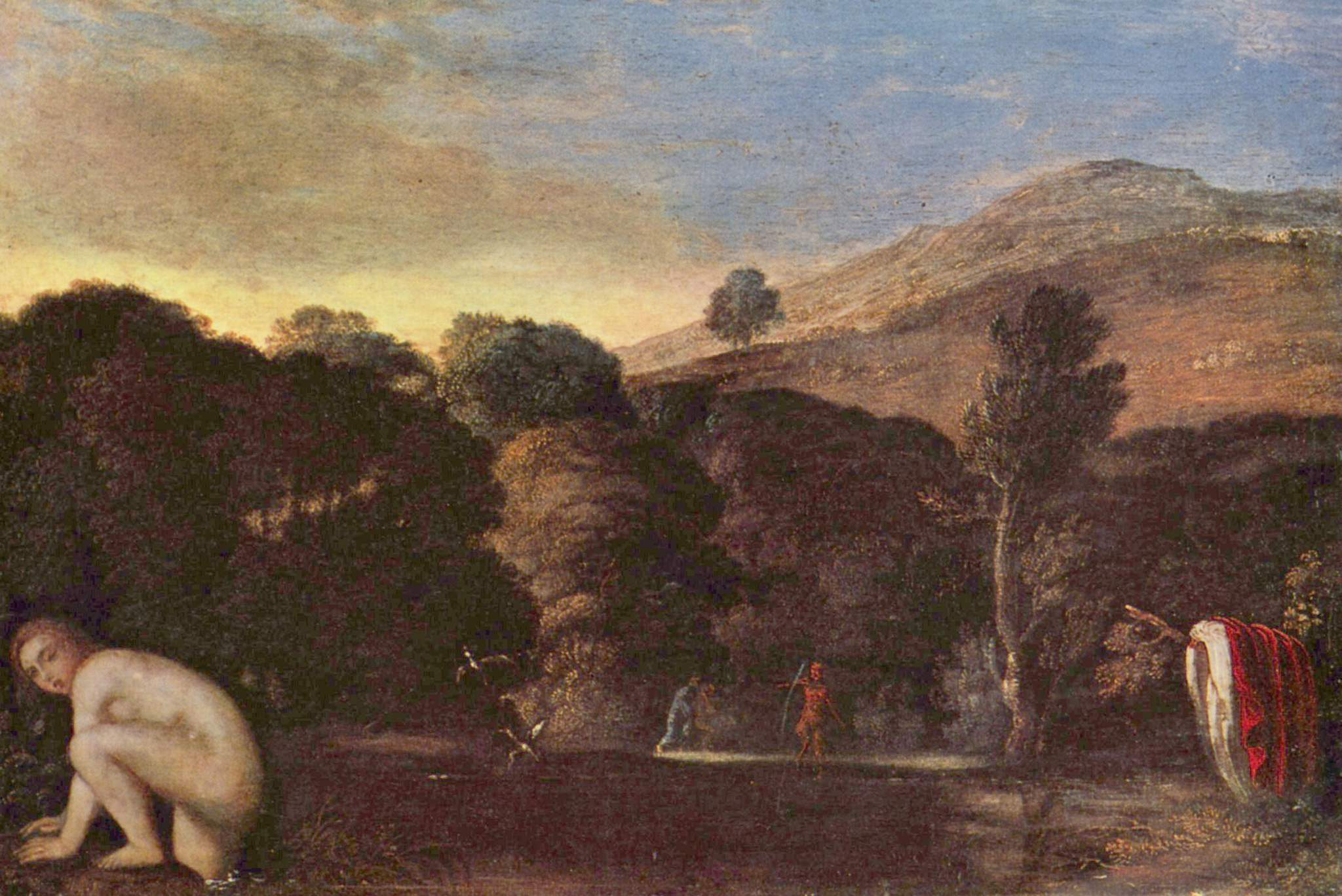
Nymphe au bain (vers 1605), Berlin, Gemäldegalerie.
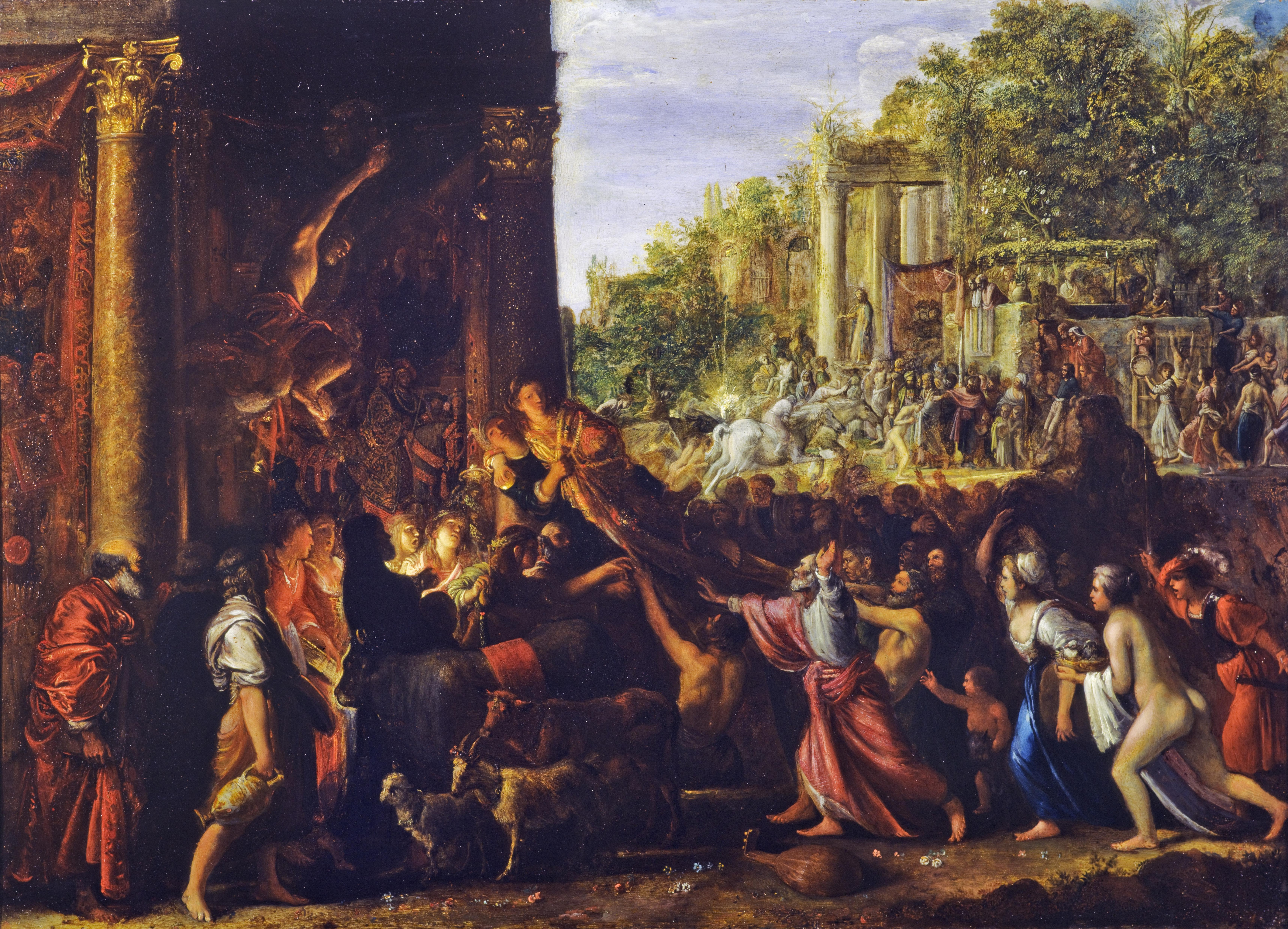
La Satisfaction (vers 1607), Édimbourg, National Gallery of Scotland.
Philémon et Baucis (1608), Dresde, Gemäldegalerie Alte Meister.
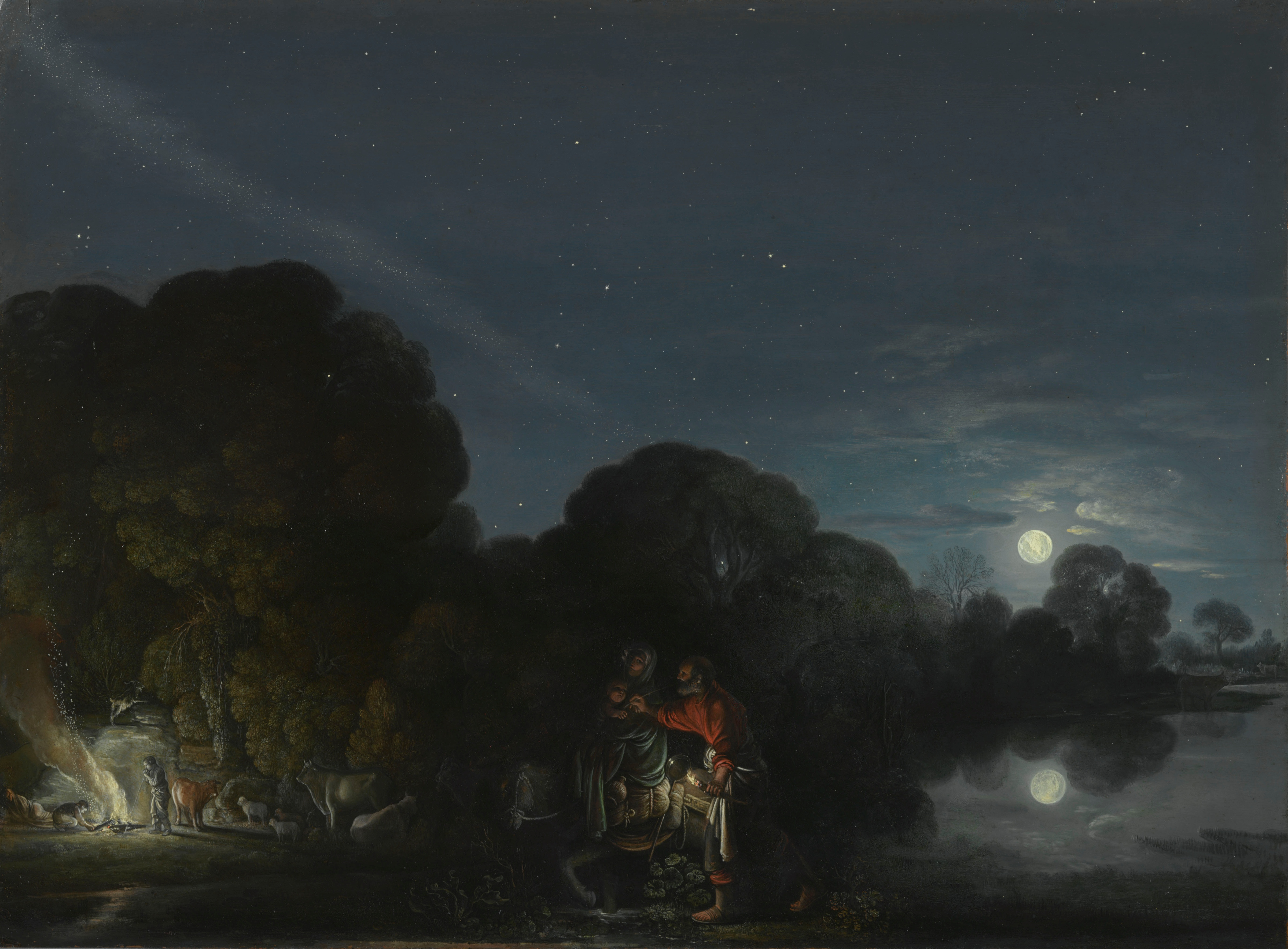
La Fuite en Égypte (1609), Munich, Alte Pinakothek.